# 진즈강
진즈강(일본어: 神通川 진즈가와[*])은 일본 기후현과 도야마현을 흐르는 강이다. 기후현에서는 미야가와강(일본어: 宮川 미야가와[*])으로 불린다. 총 길이는 120 km, 유역 면적 2,720 km2이다.

## 지리
진즈강은 기후현의 가오레다케에서 발원해 기후현과 도야마현의 경계에서 다카하라강과 합류한다. 그 후 북쪽으로 똑바로 흘러 도야마만과 동해로 흘러 들어간다. 한 때 도야마시를 통과했으나 홍수를 막기 위해 도시 서쪽으로 새로운 수로를 건설했다. 도야마 시청을 비롯한 행정 기관들은 옛 유로의 매립지에 위치한다.